# قوام‌الدین ابوالقاسم درگزینی
قوام‌الدین ابوالقاسم ناصر بن علی انس‌آبادی درگزینی از وزرای سلجوقیان بود و در زمان محمود بن محمد بن ملکشاه و سلطان سنجر (دوران زندگی ۱۱۸۶-۱۱۵۷) سمت وزرات داشت. وی از اهالی درگزین همدان بود. ناصر مردی فاضل، سخی و پرمایه بود. در شعر و ترسل ماهر بود حکیم سنایی و عمادی غزنوی در مدح وی اشعاری سروده‌اند. در زمان قدرت در تمام مملکت حکم وی بسیار نافذ بود. از طرف دیگر از نظر اخلاقی بسیار تندخو و سختگیر و در خون ریختن بی‌پروا بود. در صدور حکم علما و رجال هرگز مراعات و تأمل نداشت و به کوچک‌ترین دستاویزی آنان را دربند کرده، دستور کشتن می‌داد. چنان که به سعایت حسودان و مغرضان و فتوای علمای زمان فرمان داد تا عین‌القضات همدانی (۵۲۵-۴۹۲ هجری قمری) را که اعلم علمای وقت بود، بر در مدرسه‌ای که در آن جا تدریس می‌کرد، بر دار زدند و پوست از تنش برکندند.
همچنان عزالدین اصفهانی را که از مستوفیان سلطان سنجر بود، به خاطر کدورتی که داشت، چندان در زندان نگاه داشت تا بمرد. عاقبت خود نیز در زمان سلطان سنجر از وزارت معزول شد و پس از چندی در سال ۵۲۶ هجری قمری در روزگار طغرل دوم و به فرمان او به قتل رسید.